# Great and Little Leighs
Great and Little Leighs is een civil parish in het bestuurlijke gebied Chelmsford, in het Engelse graafschap Essex. In 2001 telde het dorp 1643 inwoners.